# Montez (rapper)
Montez, pseudonimo di Luca Manuel Montesinos Gargallo (Bielefeld, 7 aprile 1994), è un rapper e paroliere tedesco di origine spagnola.

## Biografia
Inizia a scrivere canzoni all'età di 13 anni, ispirandosi a Eminem. Nel 2010 pubblica il suo primo mixtape, Punchlines eines Melancholikers. L'anno seguente, all'età di 16 anni, vince un contest per rapper emergenti indetto dalle riviste Hiphop.de e Juice, e viene portato in tour da Kool Savas. Negli anni seguenti, tuttavia, la sua carriera si interrompe a causa di depressione, attacchi di panico e blocco dello scrittore.
Ritorna sulla scena musicale nel 2015, firmando per l'etichetta Über die Grenze e pubblicando il suo primo album in studio, Für immer und eh weg, che riflette la fase difficile della sua carriera. Il 6 ottobre 2017 è la volta del secondo album, dal titolo So macht die Sonne das auch. Trasferitosi a Berlino, Montez si dedica, in parallelo alla sua attività di rapper, alla scrittura di testi per altri artisti, tra cui Katja Krasavice. Nel 2020 firma per l'etichetta Vertigo Records, parte di Universal.
Nel 2021 pubblica il singolo Auf & Ab, che registra un notevole successo, tanto da raggiungere la prima posizione della classifica tedesca e ottenere la certificazione doppio platino. Il brano viene inserito nell'album Herzinfucked, uscito il 7 aprile 2022. Il 15 giugno 2023 pubblica il quarto album Liebe in Gefahr, che raggiunge la vetta della classifica.
Il suo quinto album, Pass auf mein Herz auf, viene pubblicato il 10 ottobre 2024, e contiene le collaborazioni di Ness e Kontra K.

## Discografia

### Album in studio
- 2015 – Für immer und eh weg
- 2017 – So macht die Sonne das auch
- 2022 – Herzinfucked
- 2023 – Liebe in Gefahr
- 2024 – Pass auf mein Herz auf

### Mixtape
- 2010 – Punchlines eines Melancholikers
- 2011 – Karneval

### EP
- 2019 – Kokon
- 2023 – Montez bei Sing meinen Song, Vol. 10